# Merry Xmas Everybody
Merry Xmas Everybody è un singolo del gruppo rock britannico Slade, pubblicato nel 1973.

## Tracce
- 7"

1. Merry Xmas Everybody – 3:26
2. Don't Blame Me – 2:40

## Formazione
- Noddy Holder - voce, chitarra
- Dave Hill - chitarra, cori
- Jim Lea - basso, cori, harmonium
- Don Powell - batteria

## Classifiche
| Classifica (1973) | Posizione massima |
| ----------------- | ----------------- |
| Regno Unito       | 1                 |